# Esther Esteban
Esther Esteban (n. Toledo; 25 de febrero de 1957) es una periodista española.

## Trayectoria
Se inició en los ambientes periodísticos siendo aún muy joven en medios locales de Toledo. Posteriormente se licenció en Ciencias de la Información por la Universidad Complutense de Madrid. También, cursó estudios de psicología.
Instalada profesionalmente en Madrid, ha colaborado en medios de prensa escrita como el Diario Ya y el Diario ABC. Desde la década de 1990 realiza entrevistas para el periódico El Mundo y tiene una columna en el periódico digital Diario Siglo XXI.
En cuanto a su paso por la radio, ha trabajado como comentarista político en espacios informativos como La brújula (2001-2002), de Onda Cero, Buenos días (2004- ) en Radio Nacional de España,  de De costa a costa (2005-2010) en Punto Radio.
Finalmente, en televisión, su rostro ha sido una presencia habitual en tertulias políticas de diferentes programas y cadenas desde la década de 1990: Hermida y cía (1995) y El primer café (1996-2002) - del que llegó a ser directora adjunta cuando lo dirigía Isabel San Sebastián -  en Antena 3; El círculo a primera hora, El debate (2004-2005) y Alto y Claro (hasta 2012) en Telemadrid; Los desayunos de TVE (2003-2004), 59 segundos (2006-2011) en Televisión española; Noche 10 (2010), en La 10. Para el canal autonómico ejerció, además, como directora de información. Por otro lado, en 2008 presentó el programa Veo Opina en Veo Televisión.
Actualmente colabora en El Programa de Ana Rosa (2005-actualidad) en Telecinco, El debate de La 1 (2012-actualidad) y La mañana de La 1 en TVE, Las mañanas de RNE en RNE, La noche en 24 horas en 24 horas (TVE) (2012-actualidad), No nos moverán en Castilla-La Mancha Televisión (2013-actualidad), La otra red (2014) y Las mañanas de cuatro en Cuatro (2015-2018) Más Madrid (2013-2015) de Telemadrid.   
Es autora de los libros El tercer hombre. PJ la pesadilla de FG (1995), sobre las investigaciones periodísticas de Pedro J. Ramírez sobre el entonces Presidente del Gobierno Felipe González y Mujeres (2002), una larga entrevista a la política Ana Botella.
Está casada con el también periodista y actual Defensor del Espectador, el Oyente y el Internauta de RTVE Ángel Nodal y es madre de dos hijos.